# Akanthose
Die Akanthose (griechisch akanthos „dornig“, „stachelig“) bezeichnet in der Medizin eine Verbreiterung der Stachelzellschicht (Stratum spinosum) des Plattenepithels (spezialisierte oberflächliche Zellschicht) der Oberhaut (Epidermis) und bestimmter Schleimhäute durch Vermehrung oder Vergrößerung der Zellen. Oft stellt sie eine Regenerationsreaktion auf mechanische Belastung oder Entzündungen dar und tritt dann ggf. zusammen mit einer gestörten Verhornung (Hyper- oder Parakeratose) auf. Sie kann aber auch genetisch bedingt, im Rahmen bestimmter Grunderkrankungen oder als Nebenwirkung von Medikamenten auftreten. Je nach Ursache zeigt sich ein unterschiedliches klinisches Bild mit umschriebener Verdickung der Haut. Das verbreiterte Stratum spinosum ist nur unter dem Mikroskop (histologisch) sichtbar.

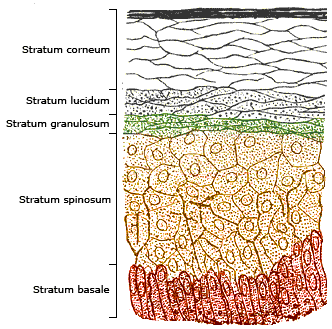
Epidermis, schematisch
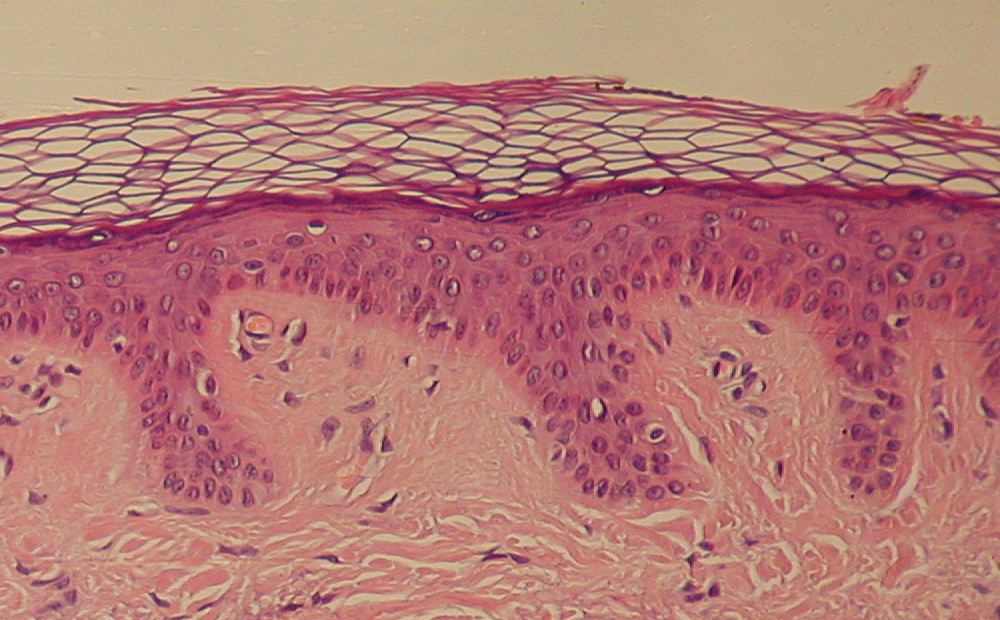
normale Haut, histologisch

## Entstehung
Durch Hyperplasie (Zunahme der Zellzahl) und/oder Hypertrophie (Zellvergrößerung) der Keratinozyten (flache Zellen des Plattenpithels) kommt es zur Verbreiterung des Stratum spinosum und somit des gesamten Epithels. Die Zunahme der Zellzahl kann Resultat einer vermehrten Teilung von Reservezellen (auch: Basalzellen, Proliferationsakanthose) oder einer verzögerten Ausreifung der Keratinozyten (Zellen des Plattenepithels) sein (Retentionsakanthose). Durch eine Verlängerung der Retezapfen (Verzahnung des Epithels mit dem unterliegenden Bindegewebe) kann außerdem die Fläche der teilungsaktiven Reservezellschicht (Stratum basale) vergrößert werden.

## Klinische Erscheinung
Je nach Ursache der Akanthose kommt es durch die Verdickung der Epidermis zur Ausbildung von Papeln, Knötchen oder ausgedehnten Plaques, die gerötet (durch Entzündung), weißlich (durch vermehrte und/oder gestörte Verhornung oder Speicherung von Glykogen) oder braun (durch verstärkte Pigmentierung) erscheinen können.

## Vorkommen
Im Rahmen von entzündlichen Hauterkrankungen tritt eine Akanthose klassischerweise bei der Psoriasis (Schuppenflechte) auf, bei der sie mit einer deutlichen Verlängerung der Retezapfen einhergeht (psoriasiforme Akanthose). Sie ist aber z. B. auch bei länger bestehenden Ekzemerkrankungen, dem Lichen ruber planus und Insektenstichen zu beobachten.

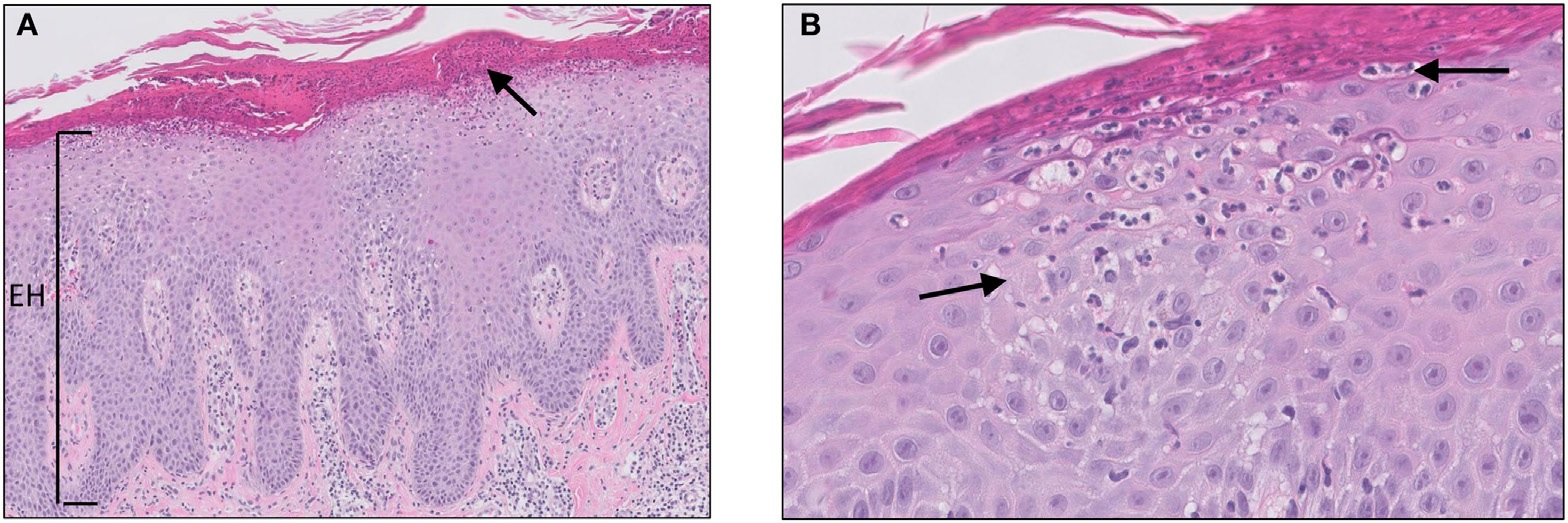
Psoriasis, histologisch: typische Akanthose mit ausgezogenen Retezapfen
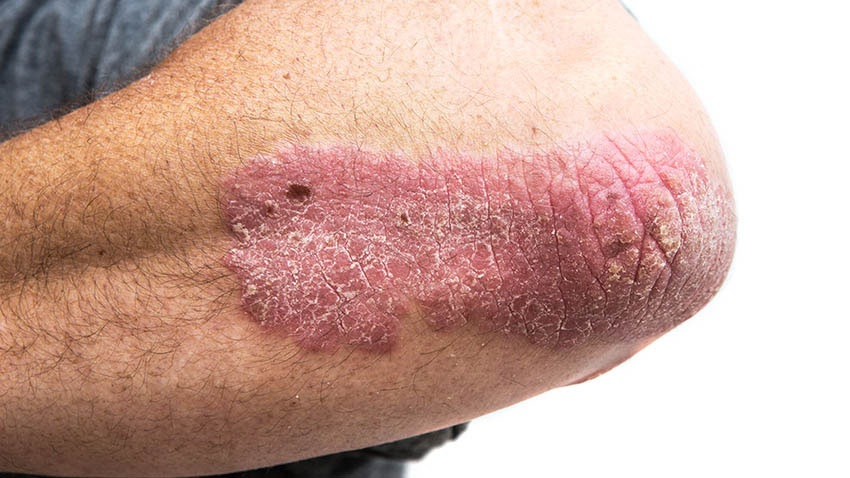
Psoriasis, klinisch

Bestimmte nicht-entzündliche Hautveränderungen und gutartige Tumoren der Epidermis wie z. B. Alters- oder Viruswarzen gehen ebenfalls mit einer stark lokal begrenzten Akanthose einher, sie werden deshalb auch als Akanthome bezeichnet.

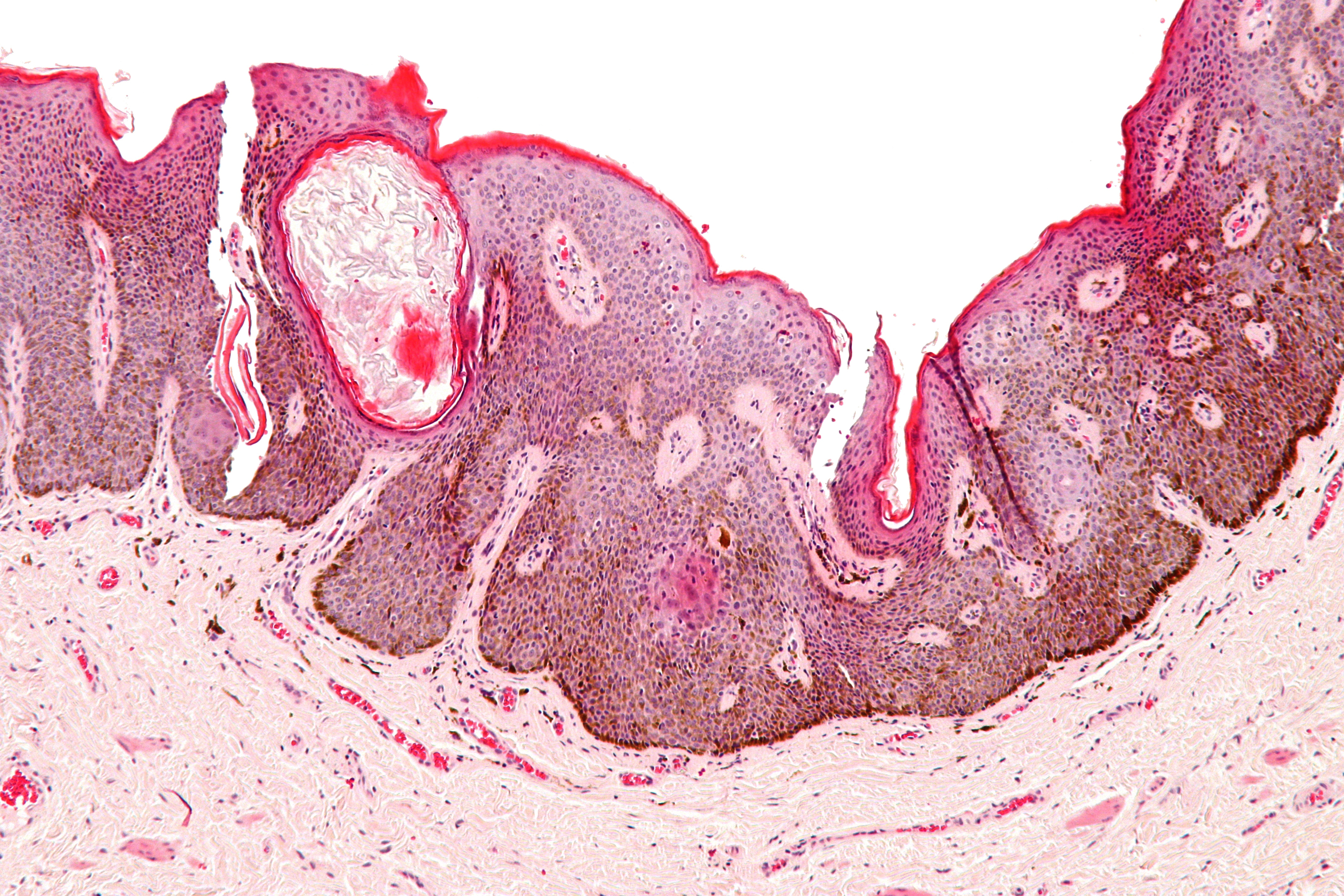
Alterswarze, histologisch
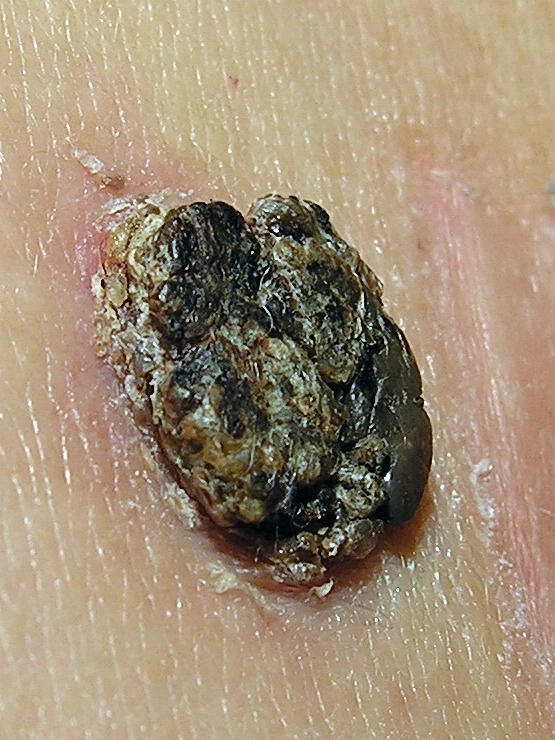
Alterswarze, klinisch
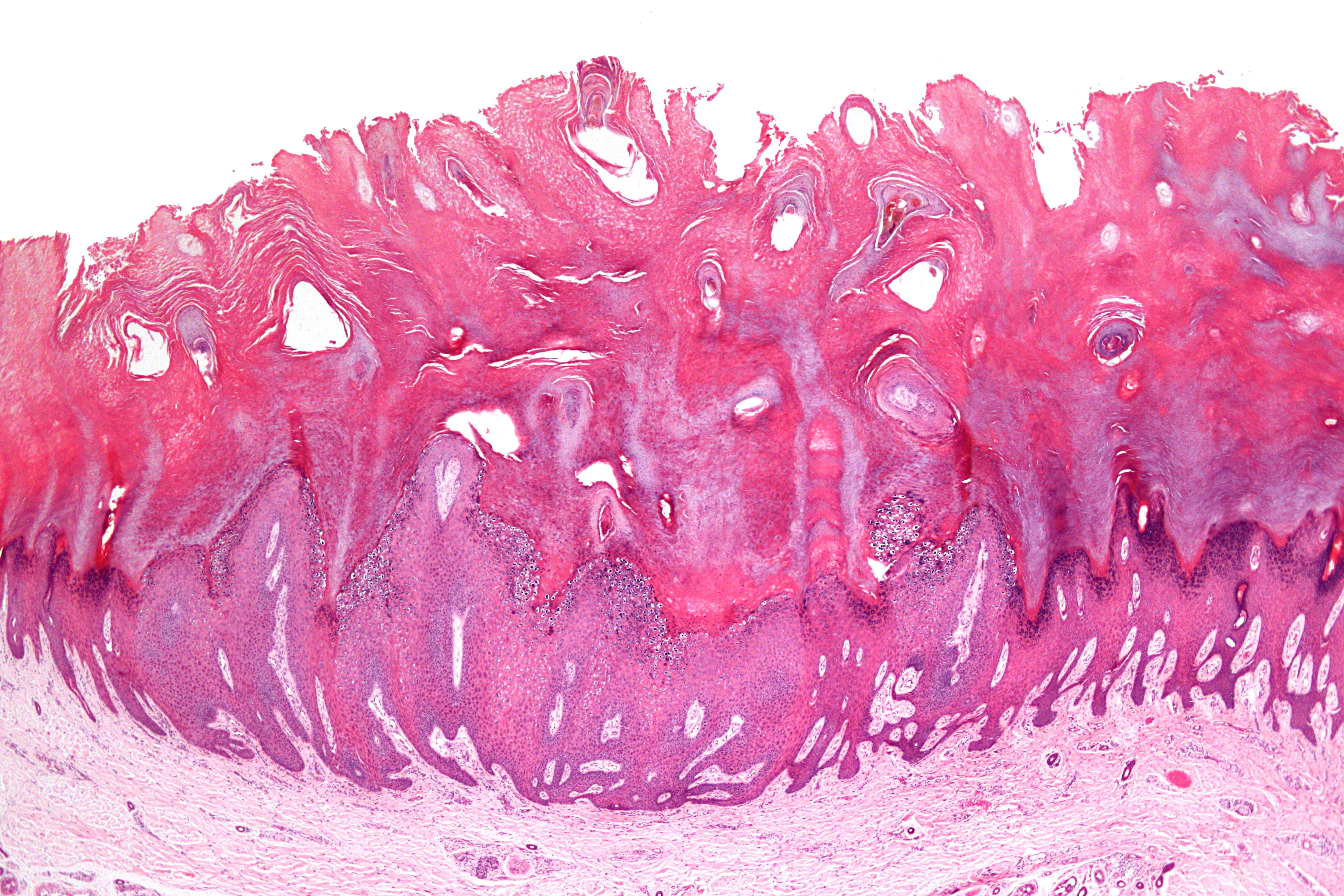
Viruswarze, histologisch
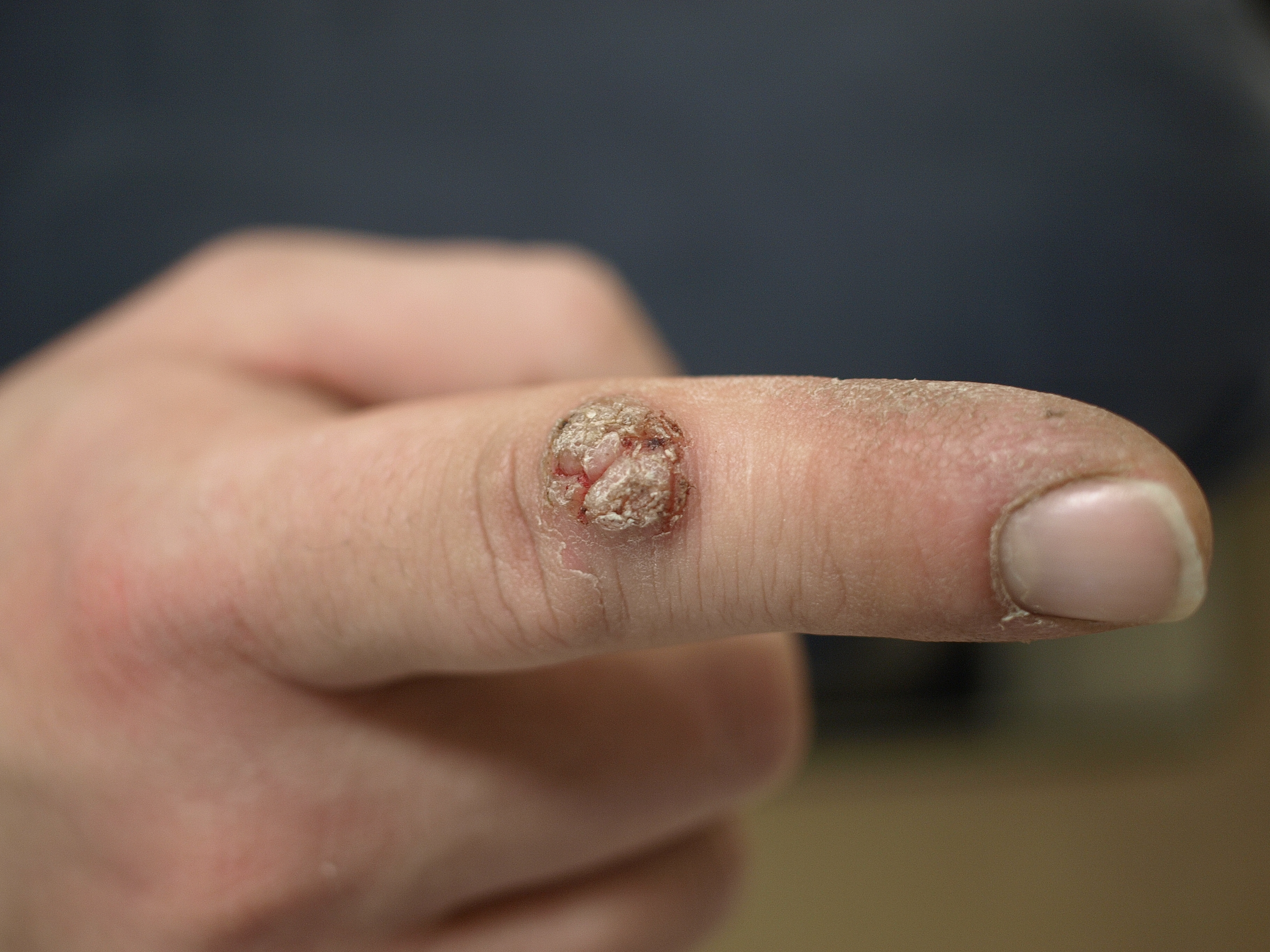
Viruswarze, klinisch

Als Acanthosis nigricans werden flächige Manifestationen einer Akanthose bezeichnet, die erblich als familiäre Acanthosis nigricans oder im Rahmen genetischer Syndrome (z. B. Alström- oder Crouzon-Syndrom), mit verschiedenen Grunderkrankungen (z. B. bösartige Tumorerkrankungen, Diabetes mellitus, Lupus erythematodes) oder nach Medikamenteneinnahme (z. B. Nikotinsäure) auftreten.

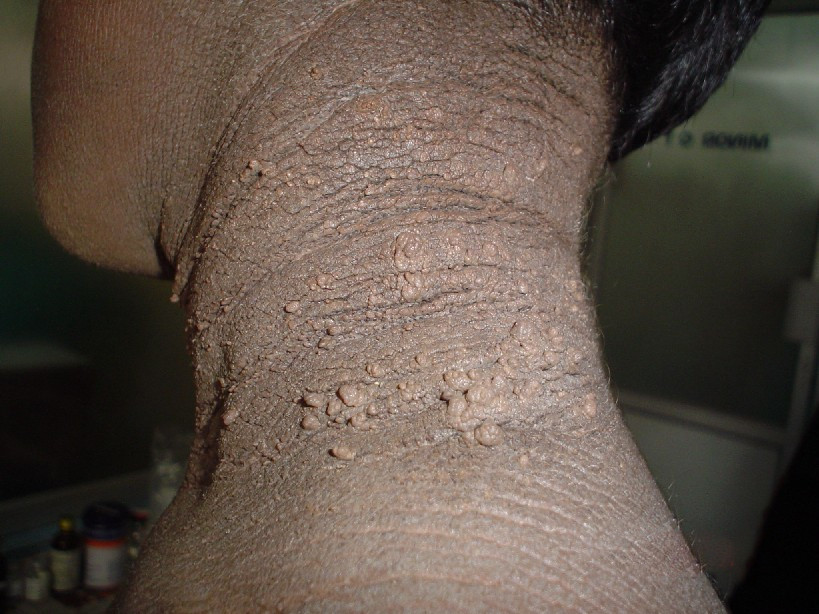
familiäre Acanthosis nigricans, klinisch
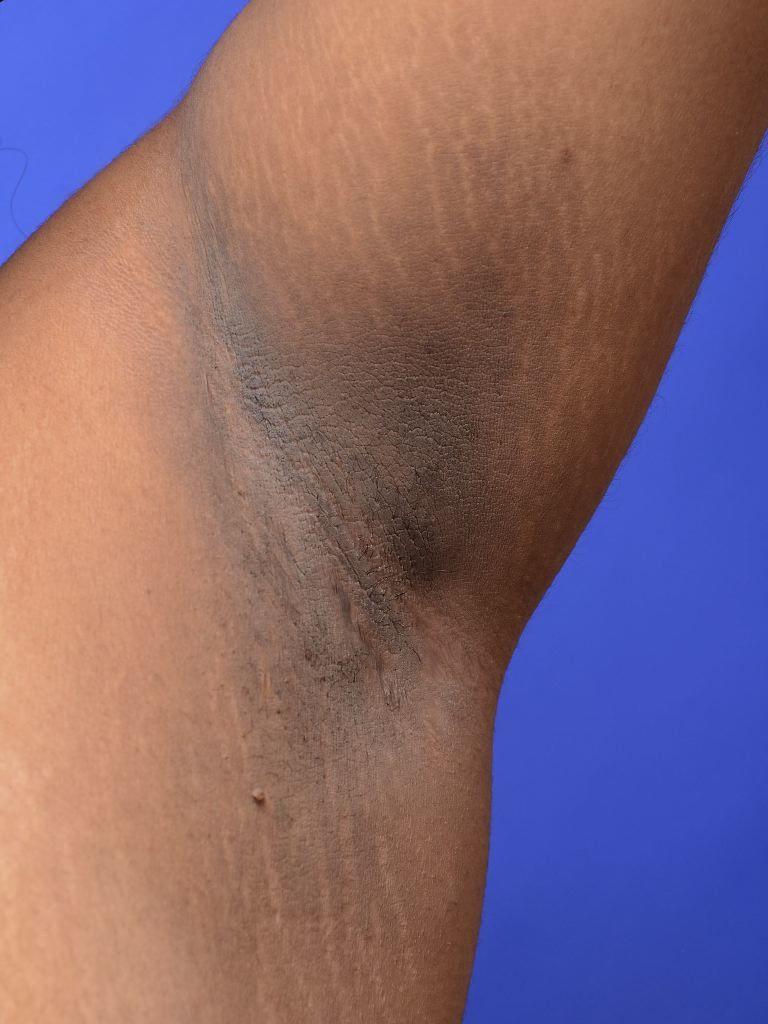
Acanthosis nigricans, klinisch

An der Schleimhaut der Speiseröhre kann es durch Einlagerung von Glykogen in den Keratinozyten zu einer Glykogenakanthose kommen, die möglicherweise Folge einer Refluxerkrankung (Sodbrennen) darstellt.

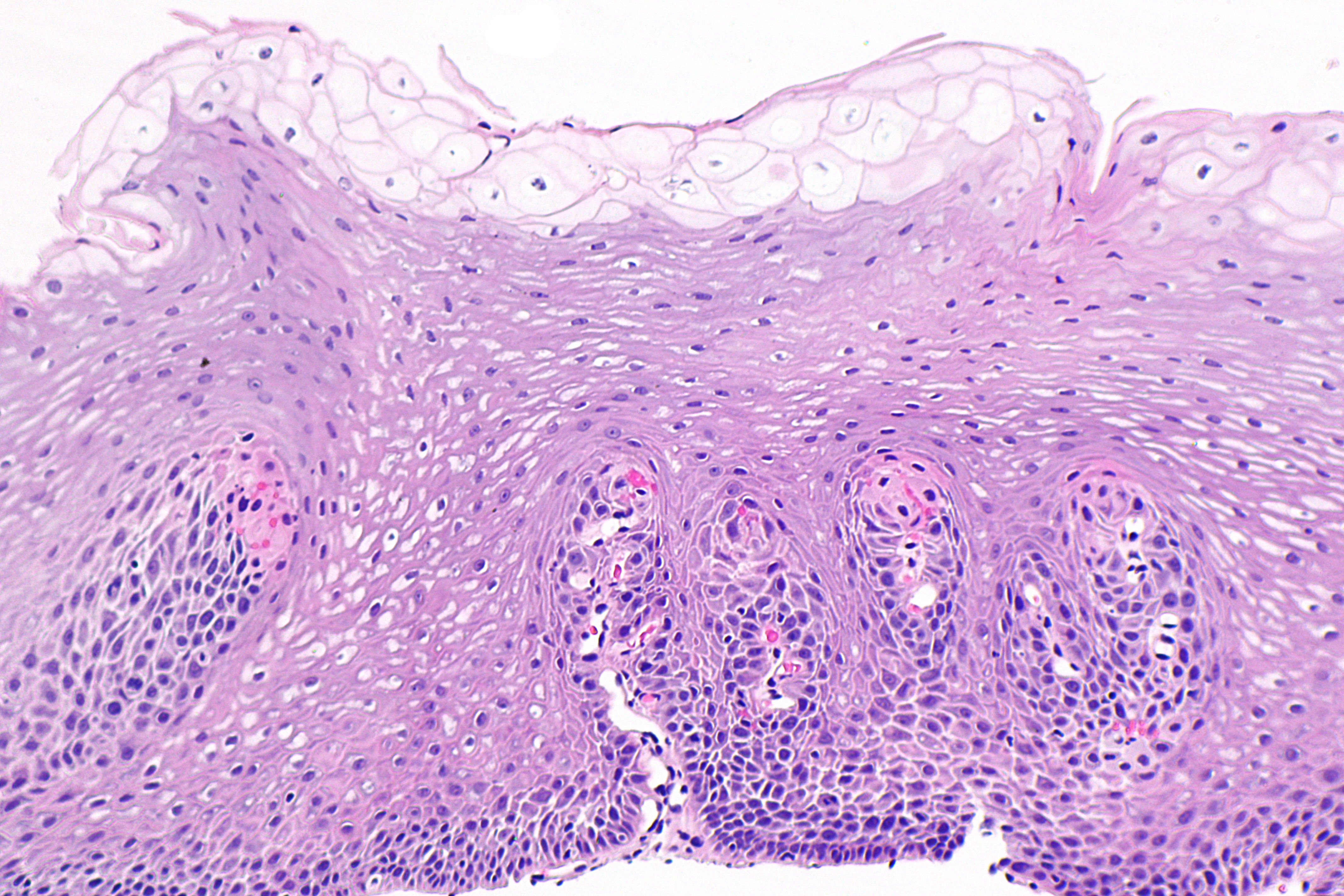
Glykogenakanthose des Ösophagus, histologisch

An Körperstellen mit hoher mechanischer Belastung wie Handflächen und Fußsohlen zeigt sich naturgemäß dickere Haut mit langen Retezapfen, um eine angemessene Regeneration des Epithels zu ermöglichen.

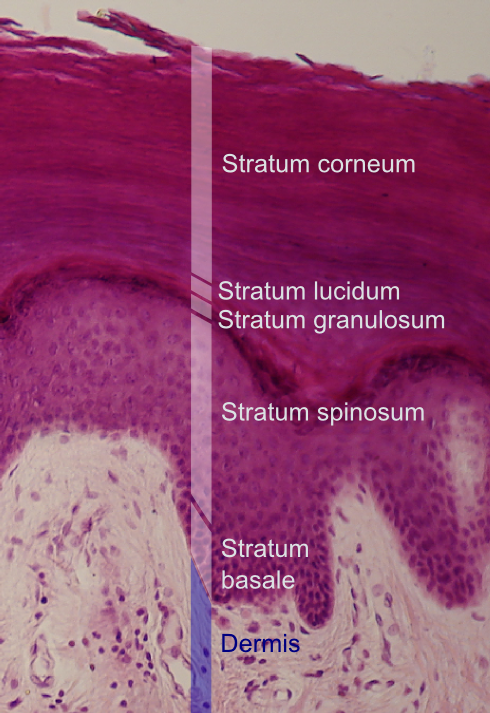
mechanisch beanspruchte Haut, histologisch: dicke Epidermis mit langen Retezapfen
Fingerspitze, OCT: Haut mit langen Retezapfen